# ملوک (کلیبر)
ملوک (به ترکی آذربایجانی: مولوه) یکی از روستاهای استان آذربایجان شرقی است که در دهستان ییلاق بخش مرکزی شهرستان کلیبر واقع شده‌است. روستای ملوک با آب وهوای زیبا وعالی در میان کوه های بلند ودرختان جنگلی واقع شده اهالی روستا مهمان نواز هستند وبه علت نبود شغل ودرامد کافی جوانان این روستا مهاجرت کرده اند و بیشتر اهالی این روستا پیر ومیانسال می باشند وبیشتر به کار دامداری و کشاورزی میباشند.